# Shlomo Dragon
Shlomo Dragon, auch Szlama Dragon, (* 19. März 1922 in Żuromin; † 6. Oktober 2001 in Ramat Gan) war ein polnischer Überlebender des Sonderkommandos des KZ Auschwitz-Birkenau. Er gehörte zu den etwa 100 jüdischen Überlebenden dieses Sonderkommandos.

## Leben
Dragon, der zwei Brüder und eine Schwester hatte, beendete seine Schullaufbahn im Alter von 13 Jahren, da er im Geschäft seiner Eltern in Zuromin als Schneider mitarbeiten musste. Nach dem Überfall auf Polen mussten Shlomo und sein älterer Bruder Abraham Dragon Zwangsarbeit leisten und wurden schließlich mit ihrer Familie in das Warschauer Ghetto eingewiesen. Beide schmuggelten unter hohem Risiko Nahrung in das Warschauer Ghetto. Shlomo Dragon wurde dabei entdeckt, verhaftet und unter Misshandlungen zwei Tage lang durch die Gestapo vernommen. Danach gelang es beiden Brüdern, ins Plonsker Ghetto zu ziehen und auch ihre Familie, bis auf den kranken Vater, aus dem Warschauer Ghetto nachzuholen. Dem Aufruf der Deutschen, die jüdische Bevölkerung in den Osten zu verbringen, folgten die Dragons und gelangten so ins Ghetto Mława. Von dort wurden Abraham und Shlomo Dragon am 5. Dezember 1942 in das KZ Auschwitz deportiert, wo sie am 6. Dezember 1942 ankamen. Sie wurden durch Gerhard Palitzsch, Ludwig Plagge und einen Lagerarzt mit 404 weiteren Männern aus dem 2.500 Personen umfassenden Transport selektiert und in das Lager KZ Auschwitz-Birkenau eingewiesen. Shlomo Dragon erhielt die Häftlingsnummer 80.359 und sein Bruder Abraham die Nummer 80.360.

## Sonderkommando
Gemeinsam mit seinem Bruder Abraham und Weiteren wurde er aus dieser Gruppe am 9. Dezember 1942 unter dem Vorwand, in einer Gummifabrik zu arbeiten, von Otto Moll für das Sonderkommando ausgewählt. Zunächst war Shlomo Dragon dort unter anderem als Leichenträger bei den Krematorien und Gaskammern sowie zuletzt beim Stubendienst der Baracken des Sonderkommandos eingesetzt.
Am 7. Oktober 1944 war er an dem Aufstand des Sonderkommandos beteiligt, der von der SS niedergeschlagen wurde. Danach wurden 451 am Aufstand beteiligte Häftlinge erschossen. Shlomo Dragon konnte sich verbergen. Er gehörte der Widerstandsbewegung im Sonderkommando an und verwaltete die selbstgebauten Granaten, die er aber zu Beginn des Aufstandes nicht freigab. Dragon konnte überleben, da Untersuchungen durchgeführt wurden, um die Widerstandsorganisation im Sonderkommando auszuheben. Zu diesem Zeitpunkt stellte die Widerstandsorganisation ihre konspirativen Aktionen ein. Diese Untersuchung verlief ergebnislos, da die Vernehmung der verbliebenen Sonderkommandohäftlinge keine Ergebnisse erbrachte und auch keine belastenden Materialien gefunden wurden. Dragon wurde ab Oktober 1944 bei der Demontage der Krematorien eingesetzt. 
Nach der Evakuierung des KZ Auschwitz im Januar 1945 gelang es Dragon, gemeinsam mit dem Sonderkommandohäftling Henryk Tauber auf dem Todesmarsch bei Pszczyna zu fliehen. Er meldete sich bei der sowjetischen Untersuchungskommission als Augenzeuge und führte deren Mitglieder im Februar 1945 zum Krematorium Nr. III, wo Angehörige des Sonderkommandos ihre „geheimen Handschriften“ vergraben hatten. Am 10., 11. und 17. Mai 1945 gab er seine Erlebnisse vor einer polnischen Untersuchungskommission zu Protokoll.

## Nach Kriegsende
Shlomo Dragon und auch sein Bruder Abraham kamen später in das Frankfurter Displaced-Persons-Lager Zeilsheim und waren bis zu ihrer Ausreise nach Israel mehrere Jahre als Schmuckhändler im Frankfurter Bahnhofsviertel tätig. Shlomo, der unverheiratet blieb, lebte bei seinem Bruder Abraham und dessen Ehefrau. Gemeinsam mit dem Historiker Gideon Greif kehrte er 1993 mit seinem Bruder und zwei weiteren Überlebenden des Sonderkommandos nochmals zum KZ Auschwitz zurück. Die Aussagen der Überlebenden des Sonderkommandos wurden von Historikern des Staatlichen Museums Auschwitz-Birkenau dokumentiert. Wie auch andere Überlebende des Sonderkommandos sprach Dragon aus Scham nicht über seine Zugehörigkeit zum Sonderkommando. Erst später äußerte er sich, auch im Rahmen einer Buchveröffentlichung:
„Wir haben das Blut nicht vergossen. Das taten die Deutschen … Sie zwangen uns, den Sonderkommandos beizutreten. Die Tatsache, dass wir gezwungen wurden, schreckliche Arbeit zu tun, ändert nichts an der Tatsache, dass wir die Opfer und nicht die Ungeheuer waren.“
Dragon starb nach langer Krankheit im Oktober 2001 in Ramat Gan.